# اندری کونویسنکو
اندری کونویسنکو (انگلیسی: Andriy Konyushenko؛ زادهٔ ۲ آوریل ۱۹۷۷) بازیکن فوتبال اهل اوکراین است.
از باشگاه‌هایی که در آن بازی کرده‌است می‌توان به باشگاه فوتبال متالورگ زاپروژیا، باشگاه فوتبال ماریوپول، باشگاه فوتبال متالیست خارکوف، باشگاه فوتبال شاختار دونتسک، و باشگاه فوتبال زوریا لوهانسک اشاره کرد.